# Gwern
Gwern ist eine walisische Sagengestalt aus den vier Zweigen des Mabinogion, eine Sammlung mittelalterlicher Erzählungen und Sagen.

## Mythologie und Etymologie
Der zweite Zweig des Mabinogion, Branwen ferch Llŷr („Branwen, die Tochter Llŷrs“), berichtet, dass  Matholwch, der irische König, nach Wales reist, um Branwen, die Schwester des Königs Bran, zu heiraten. Vor der Hochzeit verstümmelt Branwens Halbbruder Efnisien die Pferde ihres Verlobten, um sich dafür zu rächen, dass er nicht gebeten wurde, seine Zustimmung zur Vermählung zu geben. Bran stellt den Frieden wieder her und Branwen reist mit Matholwch nach Irland, wo sie Gwern zur Welt bringt. 
Die Verärgerung über das Massaker an den Pferden schwelt in Matholwchs Untertanen. Schließlich verstößt er Branwen und lässt sie in der Küche arbeiten, doch sie kann ihren Bruder durch einen dressierten Star über ihrer misslichen Lage informieren. Bran zieht sofort mit seiner Armee los, um Branwen zu befreien. 
Eingeschüchtert will Matholwch seinen Sohn Gwern als Herrscher einsetzen und lässt auch einen neuen Palast errichten. Bei der Einweihungsfeier planen irische Adelige die Waliser zu überfallen, doch Efnisien, der den Verrat geahnt hat, erschlägt sie, bevor es zum Kampf kommen kann. Danach ruft er seinen Neffen Gwern zu sich.
„Das bekenne ich vor Gott“, sprach der [Efnisien] bei sich, „mit der Ungeheuerlichkeit, die ich nun begehen werde, rechnet das Gefolge nicht!“ Und er stand auf, packte den Knaben bei den Füßen, und ohne zu zögern, noch bevor irgend jemand in dem Haus ihn zu fassen bekam, stieß er den Knaben kopfüber ins Feuer.
Der etwa dreijährige Junge stirbt, worauf  ein erbitterter Kampf beginnt, den nur sieben Waliser und einige irische Frauen überleben. 
Der Name Gwern leitet sich von der protoindoeuropäischen Wurzel *(s)u̯er-, kymrisch gwern (Pluralform), bzw. bretonisch gllt. gwern, altkornisch guern ab, alles Bezeichnungen für die Erle, aber auch für Schiffsmast und Sumpfgelände (vergleiche auch gotisch warjan und englisch sward).